# Antonino Gullo
Antonino Gullo (Messina, 16 novembre 1972) è un politico italiano.

## Biografia
Laureato in Giurisprudenza nell'Università degli Studi di Messina nell'aprile 1995, è Dottore di ricerca in Diritto penale dell'economia nell'Università degli Studi di Messina e Ricercatore di Diritto penale nell'Università degli Studi di Brescia dal marzo 2005 al dicembre 2010, nonché Professore associato di Diritto penale nell'Università degli Studi di Messina dal dicembre 2010.
È professore a contratto di Diritto penale presso la Libera università internazionale degli studi sociali Guido Carli (Luiss) di Roma. È stato coordinatore ed è attualmente codirettore del Master universitario di secondo livello in diritto penale d'impresa nella stessa Università.  
Dal novembre 2017 è professore ordinario di Diritto penale presso l’Università LUISS Guido Carli di Roma. 
Già consigliere giuridico del Ministro della Giustizia Paola Severino dal novembre 2011, il 6 luglio 2012 viene nominato Sottosegretario di Stato al Ministero della Giustizia sotto il Ministro Paola Severino nel Governo Monti. 